# The Bates
The Bates – niemiecka grupa punk-rockowa istniejąca w latach 1987–2001 pochodząca z Eschwege (Hesja). W skład grupy wchodzili: Markus „Zimbl“ Zimmer (wokalista i basista, Frank „Klube“ Klubescheid (perkusista), Michael „Reb“ Rebbig (gitarzysta i wokalista), Tillmann „Dully“ Schüssler (gitarzysta). Zespół rozpadł się z powodu alkoholizmu Markusa Zimmera. Najbardziej znany jest z coveru hitu Michaela Jacksona Billie Jean. Markus Zimmer zmarł w swoim mieszkaniu w Kassel 18 czerwca 2006 r. z powodu niewydolności krążenia, na skutek przewlekłego alkoholizmu i zażywania narkotyków. Znaleziono go martwego dwa dni później.

## Dyskografia
- 1989 — No Name For The Baby
- 1990 — Shake!
- 1992 — Psycho Junior
- 1993 — Unfucked (Live)
- 1994 — The Bates
- 1995 — Pleasure + Pain
- 1996 — Kicks 'n' Chicks
- 1997 — What A Beautiful Noise (Live)
- 1998 — Intra Venus
- 1998 — Punk?
- 1999 — Right Here! Right Now!
- 2000 — 2nd Skin